# Amanecer
Az Amanecer (magyarul: Hajnal) a spanyol Edurne dala, mellyel Spanyolországot képviselte a 2015-ös Eurovíziós Dalfesztiválon, Bécsben. A dal belső kiválasztás során nyerte el az eurovíziós indulás jogát, és 2015. március 1-jén mutatták be nyilvánosan.

## Eurovíziós Dalfesztivál
Mivel Spanyolország tagja az automatikusan döntős Öt Nagy országának, ezért a dalt az Eurovíziós Dalfesztiválon a május 23-án rendezett döntőben adta elő. Fellépési sorrendben huszonegyedikként lépett fel, a Romániát képviselő Voltaj De la capăt című dala után és a Magyarországot képviselő Boggie Wars for Nothing című dala előtt. A szavazás során összesítésben 15 ponttal a verseny huszonegyedik helyezettje lett.
A következő spanyol induló Barei Say Yay! című dala volt a 2016-os Eurovíziós Dalfesztiválon.